# 山城博治
山城 博治（やましろ ひろじ、1952年9月20日 - ）は、政治活動家。沖縄平和運動センター顧問・元議長、社会民主党常任幹事。沖縄県庁の元地方公務員。

## 経歴
- 沖縄県具志川市（現うるま市）の農家に生まれる。
- 琉球政府立前原高等学校で生徒会長を務め、アメリカ軍の事故や犯罪に抗議した[4]。
- 法政大学社会学部卒業。
- 1982年、沖縄県庁に入庁、駐留軍従業員対策事業、不発弾対策事業、税務などを担当した[5]。
- 2008年、県庁を退職。
- 2010年の第22回参議院議員通常選挙沖縄県選挙区に無所属、社会民主党・沖縄社会大衆党推薦で立候補[6]、落選。
- 2013年の第23回参議院議員通常選挙比例区に社会民主党から立候補し[7]、党内2位の個人名票を集めるも党の獲得議席数が1に留まり落選。
- 2015年、多田謡子反権力人権賞を受賞[8]。
- 2019年、日本平和学会平和賞を受賞[9]。
- 2021年、沖縄平和運動センター議長退任、顧問就任[2]。
- 2022年、ノーベル平和賞候補ノミネート。
- 2025年3月26日、社民党は第27回参議院議員通常選挙の比例区に山城を擁立すると発表した[10]。7月20日の投開票の結果、党内3位の個人名票を集めるも党の獲得議席数が1に留まり落選[11]。

## 活動
- 全日本自治団体労働組合加盟の沖縄県関係職員連合労働組合（自治労沖縄県職労）副委員長。
- 2004年より沖縄平和運動センター事務局長[6]。2013年9月議長[12]。2021年9月に議長を退任、顧問就任[13]。
- 辺野古新基地や東村高江ヘリパッドの建設反対運動などを行った。

## 反基地活動
- 2015年2月22日、キャンプ・シュワブ前で抗議中に、米軍基地の敷地を示す黄色のラインを越えたとして米軍に一時拘束され、名護署へ引き渡された[14]。釈放時に山城は「黄色のラインは越えていない。私は騒ぎを抑えようと、皆にとりあえず下がろうと言っただけ。明らかに不当だ」と主張していたが、後にこの事件の様子が映された映像が米軍から流出し、山城が自ら先頭に立って黄色のラインを越えていることが判明した[15][16]。
- 2015年12月、名護市辺野古沿岸部近くの米軍キャンプ・シュワブの敷地内に正当な理由なく侵入したとして、日米地位協定に伴う刑事特別法違反の疑いで逮捕された[17]。
- 2016年10月17日、米軍北部訓練場（東村、国頭村）内に侵入し、有刺鉄線を許可なく切断したとして器物損壊の現行犯で逮捕された[18]。
- 2016年10月20日、沖縄防衛局職員にけがを負わせた疑いで、公務執行妨害と傷害の容疑で再逮捕された[19]。同年11月29日には、名護市辺野古の米軍キャンプ・シュワブゲート前で、コンクリートブロックを積み上げて工事資材の搬入を阻んだとして、威力業務妨害の疑いで再逮捕された[20]。
- 最高裁は2017年2月20日付で、勾留継続は憲法に違反しないとして、市民団体による山城の釈放抗告を認めない決定を下した[21]。この決定に反発した人々は那覇地裁前で集会を行った後、地裁の敷地内に入り、庁舎の玄関前で山城の早期釈放を要求した[22]。地裁の職員は庁舎の全てのドアに鍵を掛け、約10人の警察官による警戒体勢の中、対応に追われた[23]。地裁の総務職員は「敷地内での喧騒行為は認めていない」「抗議市民が敷地内に入るのは1987年の海邦国体の時に起きた、日の丸焼き捨て事件の公判以来だと聞く。けが人がいなくて良かった」などと述べている[23]。地裁に居合わせた弁護士は、「市民側の気持ちは分かるが、少しやりすぎでは」と述べている[23]。
- 2017年3月17日、那覇地裁（潮海二郎裁判長）で4つの容疑の初公判が行われた。被告人となった山城は、米軍基地の有刺鉄線を切断した器物損壊の罪は認めたが、出入り口にブロックを積み上げた威力業務妨害罪について「抗議行動の一つで正当な表現行為だ」と罪を否認、防衛省の職員にけがを負わせたとされる公務執行妨害と傷害の罪についても否認した[24]。
- 2017年3月18日、勾留先の那覇拘置支所から逮捕後5ヶ月ぶりに保釈された。保釈金の金額は700万円。公判では一部の罪状については認めていたものの、保釈後の会見ではその点には触れず「裁判では無実と無罪と沖縄の正義を訴え、頑張っていく」と強調した[25]。
- 保釈に際して当人は「保釈決定には事件関係者との面会を禁じる条件が付いている」と明らかにし、関係者と接触する可能性がある抗議活動には「参加を自重せざるを得ない」と述べている[26]。
- 2017年3月27日、「山城議長たちの裁判勝利！即時釈放！政治弾圧を許さない事前集会」で「ブロックを積んだのは県民の抵抗の心を表現する芸術だ。これが威力業務妨害なら、県民の存在自体が威力、威嚇だと言いかねない。追い込まれているのは政府だ。必ず潮目が変わる時が来る」と関係者たちに向けて語った。[27]。
- 2017年4月1日、同じく反基地運動の集会である「座り込み千日の集会」に参加し、関係者たちに向かって「心折れることなく、さらに力強く前進していこう」と演説し、「沖縄を返せ」を歌い、一人一人と握手を行った[28]。
- 2018年3月14日、那覇地裁（柴田寿宏裁判長）から懲役2年、執行猶予3年の有罪判決を言い渡された。辺野古の米軍キャンプ・シュワブのゲート前にコンクリートブロックを積み上げて工事資材の搬入を阻んだ威力業務妨害や、沖縄防衛局職員の腕をつかんで約2週間のけがを負わせた公務執行妨害と傷害、有刺鉄線を許可なく切断した器物損壊など全ての罪で有罪とされた。柴田裁判長は「工事に反対、抗議するという表現活動の面もあるが、実力行使をしており表現の自由の範囲を逸脱している」と述べた[29]。
- 2018年12月13日、福岡高裁那覇支部にて、控訴審判決公判が行われ、大久保正道裁判長は懲役2年、執行猶予3年を言い渡した一審那覇地裁判決を支持、山城側の控訴を棄却した[30]。
- 2018年12月19日、懲役2年、執行猶予3年とした福岡高裁那覇支部判決を不服として最高裁に上告した[31]。
- 2019年4月22日、最高裁は上告を棄却し、有罪が確定した[32][33]。2022年同月同日、執行猶予満了。

## 批判
- 2017年6月15日、スイス・ジュネーブの国連欧州本部、人権理事会と、16日の関連イベントで「日本政府が人権侵害を止めるよう求める」との内容で演説した[34]。産経新聞によると、山城の主張を聴いたチベット問題NGOの幹部は「彼は苦しんでいる他の誰かのためにスピーチしたのではなく、自分の個人的なケースを述べたにすぎない。全く理解できない」と述べた[34]。山城らが沖縄防衛局の職員に暴力を振るっているようにみえる動画に関して質問が出されると、山城は「私は日本一のテロリストのように喧伝されている」と述べた[34]。
- 『琉球新報、沖縄タイムスを正す県民・国民の会』代表運営委員の我那覇真子は、国連人権理での山城スピーチに対抗し、山城について「被害者のふりをした加害者」「人権と表現の自由を脅かしている張本人」などと主張[35]、我那覇真子が「国際キャリア支援協会」という団体枠で国連人権理に登壇し、「沖縄に人権侵害はない」と主張した[36]。

## 対米姿勢
前述の主張から反米と見做されているものの、自身は「アメリカ人が来るのは国際交流として歓迎すべきこと」と説明し、また交流する事も重要だとして、単に反米ではない事を強調している事を中日新聞で取材で答えている。

## 主な著作
- 辺野古に基地はいらない!オール沖縄・覚悟の選択（友愛ブックレット 花伝社 2014年11月 鳩山友紀夫(由紀夫)、大田昌秀、呉屋守將、孫崎享、高野孟 共著 東アジア共同体研究所編）
- 辺野古に基地はつくれない（岩波ブックレット 2018/09/26 北上田毅 共著）